# أذينة ألبية
أذينة ألبية (الاسم العلمي: Phlomis alpina) هو نوع نباتي يتبع جنس الأذينة من الفصيلة الشفوية.